# Okeanobates serratus
Okeanobates serratus är en mångfotingart som beskrevs av Karl Wilhelm Verhoeff 1939. Okeanobates serratus ingår i släktet Okeanobates och familjen Okeanobatidae. Inga underarter finns listade i Catalogue of Life.